# Lista orașelor din Noua Zeelandă

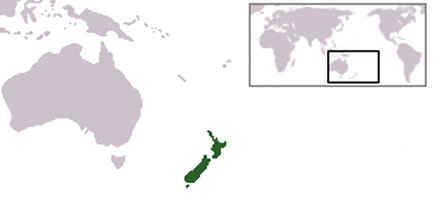
Noua Zeelandă

Drapelul Noii Zelande

Stema Noii Zelande

Orașele din Noua Zeelandă:
| Oraș         | Populație (locuitori) | Suprafață (km²) | Coordonate                                      |
| ------------ | --------------------- | --------------- | ----------------------------------------------- |
| Auckland     | 1.241.600             | 1.086           | 36°51′0″S 174°47′0″E / 36.85000°S 174.78333°E   |
| Blenheim     | 30.300                | 104             | 41°31′0″S 173°58′0″E / 41.51667°S 173.96667°E   |
| Christchurch | 376.700               | 608             | 43°31′48″S 172°37′13″E / 43.53000°S 172.62028°E |
| Dunedin      | 122.000               | 255             | 45°52′0″S 170°30′0″E / 45.86667°S 170.50000°E   |
| Greymouth    | 10.100                |                 | 42°28′0″S 171°12′0″E / 42.46667°S 171.20000°E   |
| Hamilton     | 206.400               | 877             | 37°47′0″S 175°17′0″E / 37.78333°S 175.28333°E   |
| Hastings     | 75.500                | 5.229           | 39°39′0″S 176°50′0″E / 39.65000°S 176.83333°E   |
| Invercargill | 48.000                | 123             | 46°25′30″S 168°18′36″E / 46.42500°S 168.31000°E |
| Napier       | 58.800                | 375             | 39°29′0″S 176°55′0″E / 39.48333°S 176.91667°E   |
| Nelson       | 59.200                | 146             | 41°17′0″S 173°17′0″E / 41.28333°S 173.28333°E   |
| New Plymouth | 68.901                | 112             | 39°04′0″S 174°5′0″E / 39.06667°S 174.08333°E    |
| Porirua      | 52.700                | 182             | 41°8′0″S 174°51′0″E / 41.13333°S 174.85000°E    |
| Queenstown   | 10.500                | 26              | 45°1′52″S 168°39′45″E / 45.03111°S 168.66250°E  |
| Rotorua      | 56.200                | 89              | 38°8′16″S 176°15′5″E / 38.13778°S 176.25139°E   |
| Tauranga     | 121.500               | 178             | 37°41′0″S 176°10′0″E / 37.68333°S 176.16667°E   |
| Timaru       | 27.200                | 2.737           | 44°24′0″S 171°15′0″E / 44.40000°S 171.25000°E   |
| Wellington   | 410.328               | 444             | 41°17′20″S 174°46′38″E / 41.28889°S 174.77722°E |
| Whangarei    | 52.200                | 133             | 35°43′0″S 174°18′0″E / 35.71667°S 174.30000°E   |
| Whakatane    | 18.700                | 4.442           | 37°59′0″S 177°0′0″E / 37.98333°S 177.00000°E    |
| Westport     | 3.900                 |                 | 41°45′29″S 171°36′8″E / 41.75806°S 171.60222°E  |